# Landkreis Weimarer Land
Landkreis Weimarer Land – powiat w niemieckim kraju związkowym Turyngia. Siedzibą powiatu jest Apolda.

## Podział administracyjny
W skład powiatu wchodzi:
- osiem miast (Stadt)
- cztery gminy (Landgemeinde)
- siedem gmin wiejskich (Gemeinde)
- dwie wspólnoty administracyjne (Verwaltungsgemeinschaft)

Miasta:
| Lp. | Nazwa miasta  | Ludność (31 grudnia 2018) | Powierzchnia km² |
| --- | ------------- | ------------------------- | ---------------- |
| 1   | Am Ettersberg | 7.097                     | 92,42            |
| 2   | Apolda        | 22.012                    | 46,17            |
| 3   | Bad Berka     | 7.503                     | 55,32            |
| 4   | Bad Sulza     | 10.707                    | 136,96           |
| 5   | Blankenhain   | 6.455                     | 113,53           |
| 6   | Kranichfeld   | 3.355                     | 23,08            |
| 7   | Magdala       | 2.005                     | 20,53            |
| 8   | Neumark       | 494                       | 8,67             |

Gminy (Landgemeinde):
| Lp. | Nazwa gminy       | Ludność (31.12.2009) | Powierzchnia km² |
| --- | ----------------- | -------------------- | ---------------- |
| 1   | Am Ettersberg     | 7.097                | 92,42            |
| 2   | Bad Sulza         | 10.707               | 136,96           |
| 3   | Grammetal         | 6.520                | 91,80            |
| 4   | Ilmtal-Weinstraße | 6.368                | 84,71            |

Gminy (Gemeinde):
| Lp. | Nazwa gminy    | Ludność (31 grudnia 2018) | Powierzchnia km² |
| --- | -------------- | ------------------------- | ---------------- |
| 1   | Ballstedt      | 279                       | 3,36             |
| 2   | Eberstedt      | 214                       | 4,13             |
| 3   | Ettersburg     | 667                       | 2,92             |
| 4   | Großheringen   | 657                       | 6,03             |
| 5   | Niedertrebra   | 755                       | 8,98             |
| 6   | Obertrebra     | 262                       | 3,23             |
| 7   | Schmiedehausen | 378                       | 10,37            |

Wspólnoty administracyjne:
| Lp. | Nazwa wspólnoty administracyjnej | Ludność (31 grudnia 2018) | Powierzchnia km² | Liczba gmin |
| --- | -------------------------------- | ------------------------- | ---------------- | ----------- |
| 1   | Kranichfeld                      | 6.270                     | 68,00            | 6           |
| 2   | Mellingen                        | 8.179                     | 113,59           | 17          |

## Zmiany administracyjne
- 31 grudnia 2012
  - przyłączenie gmin: Auerstedt, Flurstedt, Gebstedt, Reisdorf oraz Wickerstedt do miasta Bad Sulza
- 31 grudnia 2013
  - rozwiązanie wspólnot administracyjnych Berlstedt oraz Buttelstedt
  - powstanie wspólnoty administracyjnej Nordkreis Weimar
  - rozwiązanie wspólnoty administracyjnej Ilmtal-Weinstraße
  - utworzenie gminy Ilmtal-Weinstraße
- 1 stycznia 2019
  - przyłączenie gminy Ködderitzsch do miasta Bad Sulza
  - rozwiązanie wspólnoty administracyjnej Nordkreis Weimar
  - utworzenie miasta Am Ettersberg
  - przyłączenie gminy Kromsdorf do gminy Ilmtal-Weinstraße
- 31 grudnia 2019
  - rozwiązanie wspólnoty administracyjnej Grammetal
  - utworzenie gminy Grammetal
  - przyłączenie gminy Saaleplatte do miasta Bad Sulza
- 1 stycznia 2023
  - przyłączenie gminy Rannstedt do miasta Bad Sulza